# Yukarıyaylabel, Aksu
Yukarıyaylabel là một xã thuộc huyện Aksu, tỉnh Isparta, Thổ Nhĩ Kỳ. Dân số thời điểm năm 2011 là 252 người.